# سامسونج جالكسي أي 7 (2015)
سامسونج جالكسي A7 (بالإنجليزية: Samsung Galaxy A7)‏ هو هاتف ذكي يعمل بنظام أندرويد، أنتجته شركة سامسونج في فبراير من العام 2014. توجد نسختان من الجهاز هما: A700FD وA700F، وهنالك فروقات بينهما من ناحية المعالجة.

## المواصفات

### الشاشة
الشاشة بقياس 5.5 بوصة بتقنية سوبر أموليد، ودقة العرض 1080x1920 بكسل وكثافة 401 بكسل في البوصة الواحدة، وتدعم شاشة هذا الجهاز تقنية اللمس المتعدد ولديها أجهزة لقياس التسارع والإضاءة والبعد.

### نظام التشغيل والمعالجة والذاكرة
نظام التشغيل لهذا الجهاز هو أندرويد من الإصدار 4.4، أما من ناحية المعالجة فهنالك معالجان من نوع كوالكوم في نسخة A700FD، الأول بسرعة 1.5 جيجاهرتز رباعي النوى والثاني بسرعة 1.0 جيجاهرتز رباعي النوى، أما نسخة A700F فالمعالجان من نوع إكسيونز أولهما بسرعة 1.8 جيجاهرتز رباعي النوى والثاني بسرعة 1.3 جيجاهرتز رباعي النوى، معالج الرسوميات في نسخة A700FD هو أدرينو 405، أما في نسخة A700F فهو مالي-T628 إم بي 6. الذاكرة اداخلية للجهاز 16 جيجابايت وذاكرة الرام بسعة 2 جيجابايت، ويمكنه استقبال ذاكرة خارجية بسعة 64 جيجابايت.

### الكاميرا
الكاميرا الخلفية للجهاز بدقة 13 ميجابكسل، مع فلاش LED وتقنية التركيز التلقائي، ودقة تصوير الفيديو 1080 بكسل (Full HD)، أما الكاميرا الأمامية فبدقة 5 ميجابكسل ودقة تصوير الفيديو فيها 1080 بكسل. مزايا للكاميرا: تحديد الوجه، والتصوير البانورامي، والتركيز باللمس.

### الصوتيات
نظام الوسائط المتعددة للجهاز هو Android media player، ولدى الجهاز قدرة تسجيل الأصوات، وقدرة تشغيل ملفات على هيئة إم بي 3 وMP4 وWAV وOGG.

### الإنترنت
متصفح الإنترنت في الجهاز هو Android Browser، وهو قادر على الاتصال بالواي فاي ويحمل تقنية موجة الواي فاي، ومن تقنيات التراسل: MMS وPOP3.

### الاتصال
الجهاز من الجيل الرابع للاتصالات، ويمكنه الاتصال هاتفيا بطريقة الفيديو، إصدار اليو إس بي هو الثاني، أما البلوتوث فمن الإصدار الرابع.

### جسم الجهاز
أبعاد الجهاز هي: 6.3 مليمتر سمكا، و76.2 مليمتر عرضا، و131 مليمتر طولا. أما الكتلة فهي 144 غرام، والجهاز مغلف بطبقة من زجاج غوريلا من الإصدار الرابع.

### باقي المواصفات
بطارية الجهاز بسعة 2600 ملي أمبير، وغير قابلة للنزع، ويمكن للجهاز تشغيل راديو إف إم، ومدخل سماعة الرأس قطره 3.5 مليمتر.